# Blouse trắng
Blouse trắng là một bộ phim truyền hình được thực hiện bởi Hãng phim Truyền hình Thành phố Hồ Chí Minh, Đài Truyền hình Thành phố Hồ Chí Minh do Trần Mỹ Hà làm đạo diễn. Phim phát sóng vào lúc 20h00 từ thứ năm đến Chủ Nhật hàng tuần bắt đầu từ ngày 13 tháng 12 năm 2002 và kết thúc vào ngày 12 tháng 4 năm 2003 trên kênh HTV7.
Tính đến năm 2006, đây được xem là bộ phim truyền hình Việt Nam dài tập nhất từng được phát sóng.

## Nội dung
Blouse trắng xoay quanh cuộc sống của nhóm bác sĩ ở bệnh viện Thanh Tâm, nói lên mặt trái, góc khuất của ngành Y vì những "lợi ích nhóm" và các bác sĩ lương thiện phải đối đầu thủ đoạn, mưu mô của đồng nghiệp thích tranh quyền đoạt vị...

## Diễn viên
- Thanh Hoàng trong vai Giáo sư, bác sĩ Phan Thanh.
- Tạ Minh Tâm trong vai Bác sĩ Lê Hùng.
- Tuyết Thu trong vai Bác sĩ Thi Oanh.
- Thanh Thúy trong vai Bác sĩ Vân.
- Cao Minh Đạt trong vai Bác sĩ Tạo.
- Trịnh Kim Chi trong vai Bích.
- Trần Hữu Phúc trong vai Y tá Nam
- Trần Kim Ngân trong vai Y tá Bình
- Minh Thư trong vai Thủy Hoa.
- Bình Minh trong vai Kiều.
- Phi Điểu trong vai bà Hai.
- Công Ninh trong vai Sĩ "điên".

Cùng một số diễn viên khác....

## Ca khúc trong phim
Bài hát trong phim là ca khúc "Cõi về" do Bảo Phúc – Anh Thoa sáng tác và Hồng Nhung thể hiện.

## Sản xuất
Trong cuộc phỏng vấn trước khi phim lên sóng, phía báo chí đã đặt câu hỏi cho đạo diễn Trần Mỹ Hà, liệu rằng Blouse trắng sẽ bị so sánh như những phim Hàn Quốc cùng thời điểm ấy như Anh em nhà bác sĩ hay Bệnh viện đa khoa, đạo diễn cho hay: 
Nhà văn Nguyễn Mạnh Tuấn viết về sự biến động nhân cách của một trí thức ở Việt Nam, sự việc xảy ra không chỉ ở trong một bệnh viện mà còn ngoài xã hội. Như vậy, chủ đề đã khác biệt với phim Hàn Quốc.
Tạ Minh Tâm khi chia sẻ về phim nói chung và vai diễn nói riêng, cũng cho biết: 
Xem phim Blouse trắng, công chúng sẽ nhận thấy phim không có nhân vật chính diện hay phản diện.
Bác sĩ Hùng là một nhân vật đã lao theo quyền lực, danh vọng mà bộc lộ những cái sai. Hùng có đầy đủ tính chất của một con người tốt có, xấu có và nếu được đặt vào đường ray phát huy cái tốt thì Hùng sẽ là một người hoàn thiện. Nhưng ở đây, Hùng không phát triển theo hướng ấy, mà tìm mọi thủ đoạn để đạt được địa vị. Tôi thích vai bác sĩ Hùng vì đây là một người có nhiều ước mơ. Hùng không sử dụng quyền lực cho cá nhân mà dùng nó để phục vụ cho bệnh viện. Hùng làm nhiều điều trái quy định của Nhà nước và cái giá phải trả là anh bị hạ gục trước những đối thủ không mấy nặng ký của mình. Và điều đau khổ hơn với anh là mái ấm gia đình đổ vỡ.
Theo tôi, xây dựng nhân vật theo kiểu tồn tại hai mặt trong một con người là một cách làm mới. Tôi đã thể hiện nhân vật Hùng bằng cảm xúc chân thật nhất”.
Tuyết Thu khi nói về vai diễn "chính trực" bác sĩ Thi Oanh, cô đã nhận xét: 
"... Tôi thích vai Oanh ở tính bao dung, nhưng cũng là bài học cho những ai sống quá hết lòng, đặt niềm tin, đặt lòng tốt không đúng chỗ."
Cố nghệ sĩ Thanh Hoàng với vai diễn bác sĩ Phan Thanh cũng có nhận định riêng cho vai diễn:
"Tôi thích cách đặt vấn đề cho từng nhân vật của nhà văn Nguyễn Mạnh Tuấn. Bác sĩ Thanh là nhân vật đại diện cho những người có tư tưởng cá nhân, tự cho mình cái quyền đứng ngoài những quy luật của xã hội, xem thường những biến động của xã hội, để cuối cùng, chính ông là nạn nhân của những biến động đó..."

## Giải thưởng
| Năm  | Giải thưởng         | Hạng mục                 | (Người) đề cử | Kết quả       | Tham khảo |
| ---- | ------------------- | ------------------------ | ------------- | ------------- | --------- |
| 2002 | Giải Mai Vàng       | Nữ diễn viên truyền hình | Thanh Thúy    | Đoạt giải     | [ 7 ]     |
| 2002 | Giải Cánh diều 2002 | Phim truyện truyền hình  | —             | Cánh diều bạc | [ 8 ]     |